# Vranovice-Kelčice
Vranovice-Kelčice település Csehországban, a Prostějovi járásban. Vranovice-Kelčice Otaslavice, Hradčany-Kobeřice, Výšovice, Určice, Vřesovice, Dětkovice, Dobrochov és Vincencov településekkel határos. Lakosainak száma 611 fő (2024. január 1.).

## Népesség
A település lakosságának változását az alábbi diagram mutatja:
| Lakosok száma | 698  | 732  | 780  | 685  | 591  | 593  | 606  | 602  | 594  | 611  |
|               | 1869 | 1890 | 1921 | 1950 | 1980 | 2001 | 2017 | 2019 | 2022 | 2024 |